# Пеньково (Західнопоморське воєводство)
Пеньково (пол. Pieńkowo) — село в Польщі, у гміні Постоміно Славенського повіту Західнопоморського воєводства.
Населення — 637 осіб (2011).
У 1975-1998 роках село належало до Слупського воєводства.

## Демографія
Демографічна структура станом на 31 березня 2011 року:
|          | Загалом | Допрацездатний вік | Працездатний вік | Постпрацездатний вік |
| -------- | ------- | ------------------ | ---------------- | -------------------- |
| Чоловіки | 312     | 71                 | 217              | 24                   |
| Жінки    | 325     | 70                 | 189              | 66                   |
| Разом    | 637     | 141                | 406              | 90                   |